# Diòcesi catòlica romana de Gabala
L'Arquebisbat Titular de Gabala, antigament la Diòcesi de Gabala, és un arquebisbat titular de l'Església catòlica romana anomenada així per la seua antiga seu, la ciutat de Jableh, en l'actual Síria.

## Bisbat grec
Al segle iv, Gabala es va convertir en el bisbat de la província romana de Síria Primera, sufragani de l'Arxidiòcesi de Selèucia de Piera. Més tard es va elevar a un arquebisbat autocefàlic romà d'Orient, quedant dins de la influència de l'original Patriarcat d'Antioquia, aparentment fins que els musulmans van conquistar tot Síria. Els titulars del bisbat van ser:
- Zoilus (registrat el 325)
- Severus (vers el 347)
- Domninus (el 381)
- Severianus (principis del segle v)
- Maras
- Pietro/Pere (primera menció el 451 - darrera el 458)
- Giovanni/Joan (en 536)
- Romanus (el 553)
- Germanus

## Bisbat llatí
Quan els croats van conquerir Gabala, es va convertir en un bisbat llatí del Principat d'Antioquia, un dels estats croats, fins a la seva captura per part de Saladí el 1189 durant la Tercera Croada, aparentment sota el Patriarca Llatí d'Antioquia. Els titulars de la seu van ser:
- Guillem/Guglielmo (registrat el 1115)
- Hug/Ugo (primera menció el 1136 - darrera el 1144)
- V. (el 1179)
- Radulfo (el 1261)
- Gualterio di Calabria, Orde dominicà (O.P.) (12 de juliol de 1264 - ?)